# Montes Balcanes

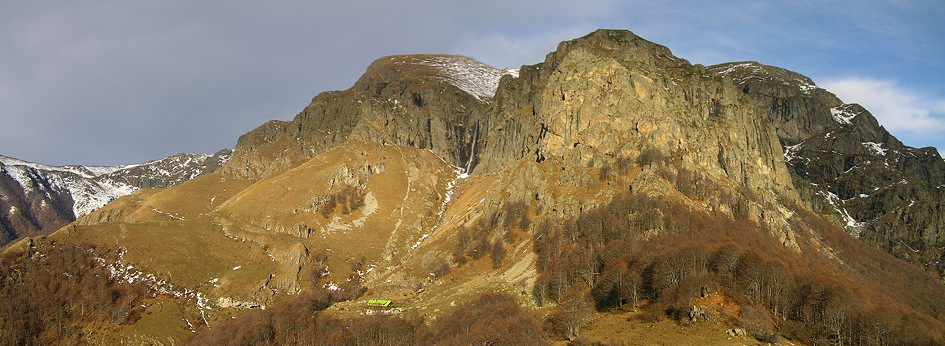
Vista de Ray Resthouse hacia los Balcanes Centrales. La cascada Raysko Praskalo se observa en medio.

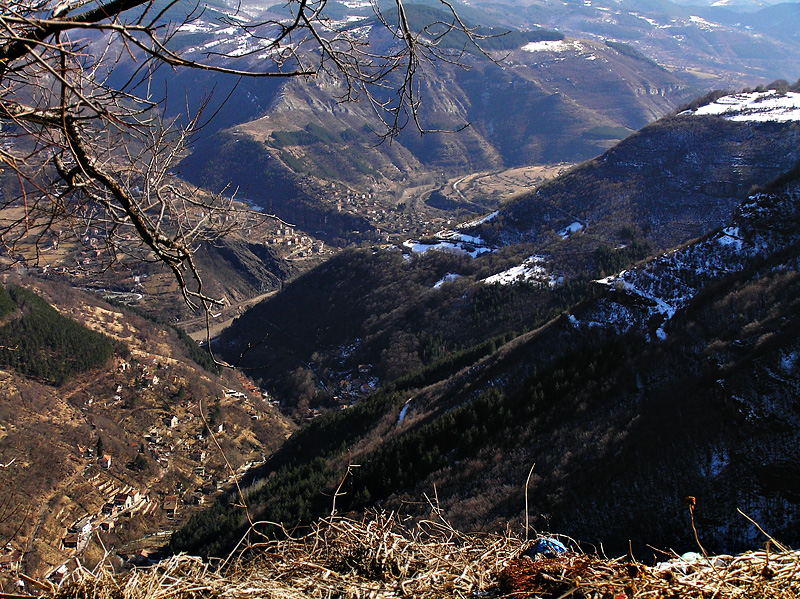
El río Iskar pasando a través de una garganta de las montañas.

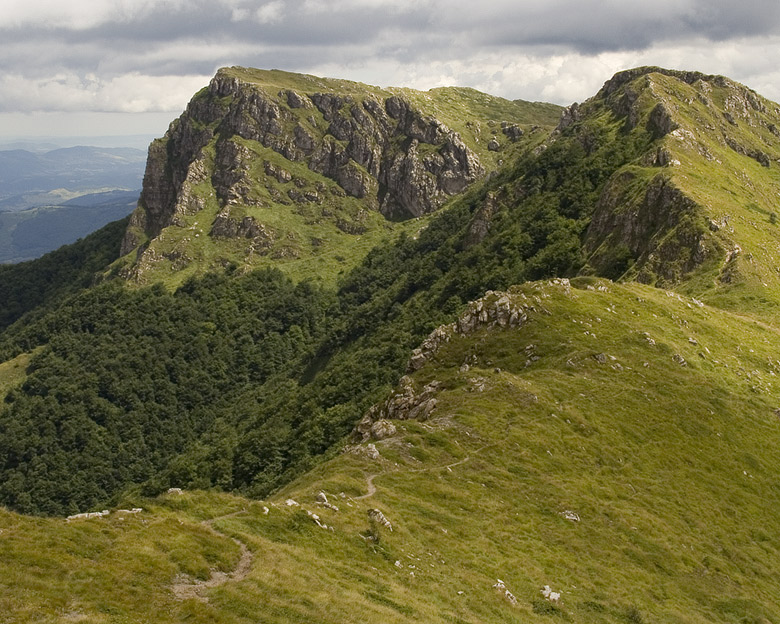
Reserva de Kozya Stena.

Los montes Balcanes o, menos frecuentemente, cordillera de los Balcanes (Стара планина, Stara planina, "montaña antigua" en búlgaro y serbio) es una extensión de la cordillera de los montes Cárpatos, de la cual se encuentra separada por el río Danubio en el punto llamado Puertas de Hierro (en las actuales fronteras entre Bulgaria y Serbia).
En gran parte de las secciones central y oriental, la cima forma la divisoria de aguas entre las cuencas de drenaje del mar Negro y el Egeo. Una brecha prominente en las montañas la forma el a veces estrecho desfiladero de Iskar, a pocos kilómetros al norte de la capital búlgara, Sofía. El relieve kárstico determina el gran número de cuevas, entre las que destacan la Magura, que presenta la pintura rupestre postpaleolítica europea más importante y extendida y otras tales como Ledenika, Saeva dupka y Bacho Kiro. La formación rocosa más notable son las Rocas de Belogradchik en el oeste.
Hay varias zonas protegidas importantes: Parque Nacional de los Balcanes Centrales, Vrachanski Balkan, Bulgarka y Sinite Kamani, así como varias reservas naturales. Las montañas de los Balcanes destacan por su flora y fauna. El Edelweiss crece allí, en la región de la Kozyata stena. Algunos de los paisajes más llamativos están incluidos en el Parque Nacional de los Balcanes Centrales, con escarpados acantilados, las cascadas más altas de la península balcánica y una exuberante vegetación. Hay varias reservas naturales importantes, como Chuprene, Kozyata stena y otras. La mayoría de los grandes mamíferos de Europa habitan la zona, como el oso pardo, el lobo, el jabalí, el rebeco y el ciervo.
Las montañas son el origen del nombre de la península de los Balcanes. En búlgaro y serbio las montañas también se conocen como Стара планина Stara planina, término cuyo significado literal es 'montaña vieja'.

## Geografía
Los puntos más altos de la Stara Planina se encuentran en la Bulgaria central. La mayor cumbre es el Botev (2.376 m s. n. m.), ubicada en el parque nacional de los Balcanes Centrales.
Cercano a este se encuentra Kalofer, lugar de nacimiento de Hristo Botev, poeta búlgaro y héroe nacional que murió en la parte occidental de la Stara Planina, cerca de Vratsa, en 1876 en una lucha contra el Imperio otomano. 
También, cerca del monte Botev se encuentra el Paso de Shipka, escenario de cuatro batallas durante la guerra ruso-turca (1877-1878) que terminó con el dominio turco en los Balcanes. Cercano al paso, en el pueblo de Shipka, se encuentra una iglesia ortodoxa rusa, construida para conmemorar el valor búlgaro durante la defensa del paso.
La Stara Planina se destaca por su flora y fauna. La edelweiss crece allí, en la región de Koziata Stena.

### Puertos
En los montes se encuentran veinte puertos y dos barrancos. Hay carreteras pavimentadas que atraviesan los siguientes pasos de Stara Planina (listados de oeste a este):
- puerto: Sofía - Montana
- Iskar Gorge (Iskarski prolom): Sofía - Vratsa (también por tren)
- Puerto Vitinya: autopista Hemus (A2), Sofía - Botevgrad
- Puerto Beklemeto: Troyan - Sopot
- Puerto de Shipka: Gabrovo - Kazanlak (también por tren)
- Puerto de la República (Prohod na republikata): Veliko Tarnovo - Gurkovo
- Puerto Vratnik: Elena - Sliven
- Puerto Kotel (Kotlenski prohod): caminos Kotel - Petolachka (Pentagram)
- Puerto Varbitsa (Varbishki prohod): caminos Shumen - Petolachka
- Puerto Rish (Rishki prohod): Shumen - Karnobat
- Luda Kamchiya Gorge (Ludokamchiyski prolom): Provadiya - Karnobat (también por tren)
- Puerto Aytos (Aytoski prohod) - Provadiya - Aytos
- Puerto Dyulino (Dyulinski prohod): Varna - Aytos
- Puerto Obzor (Obzorski prohod): Varna - Burgas, futura autopista de Cherno More (A3)

### Picos
- Botev (2376 m), nombrado en honor a Hristo Botev.(más alto) tiene una cueva
- Vezhen (2198 m)
- Midžor (2169 m), el pico más alto de Serbia y el noroeste de Bulgaria.
- Kom (2016 m)
- Todorini Kukli (1785 m)
- Murgash (1687 m)
- Shipka (1523 m)
- Buzludzha (1441 m)
- Balgarka (1181 m)
- Monte Levski (nombrado en honor a Vasil Levski)
- Vetren (1330 m)

## Hidrología

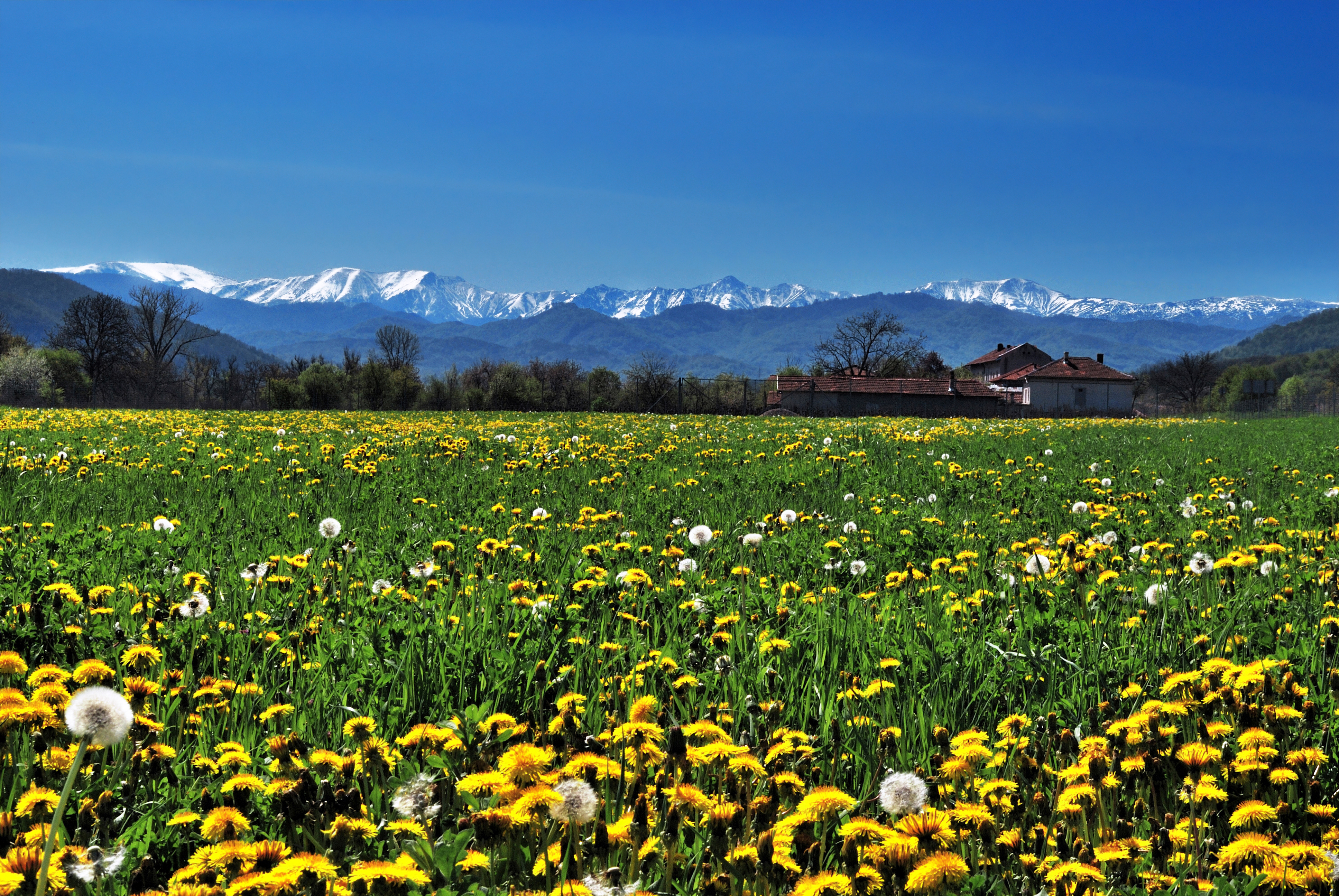
Una vista de los Montes Balcanes

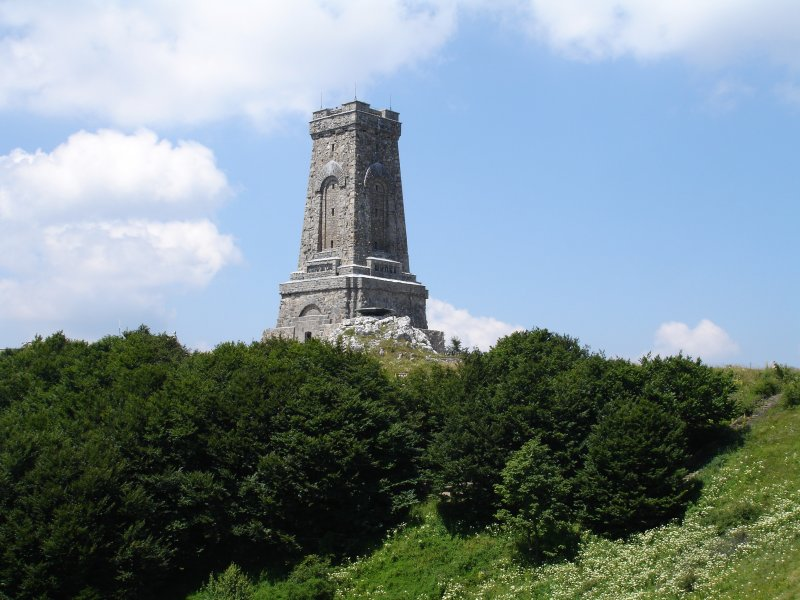
El monumento en el paso de Shipka.

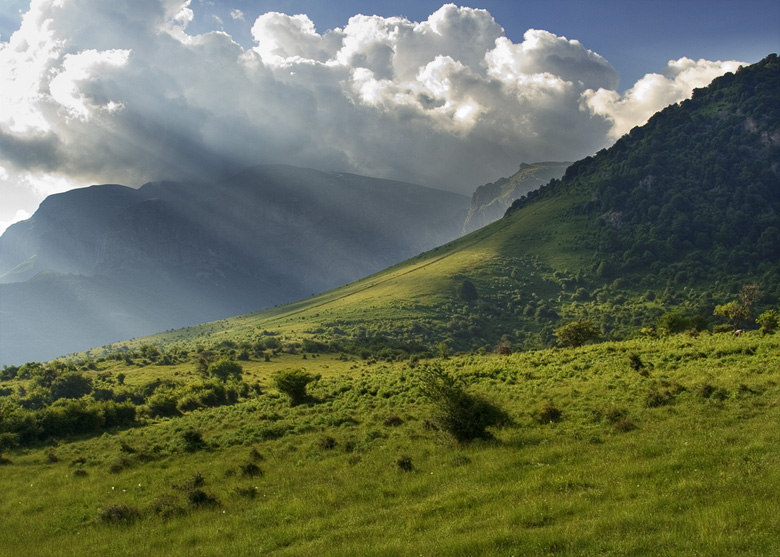
Montañas centrales de los Balcanes.

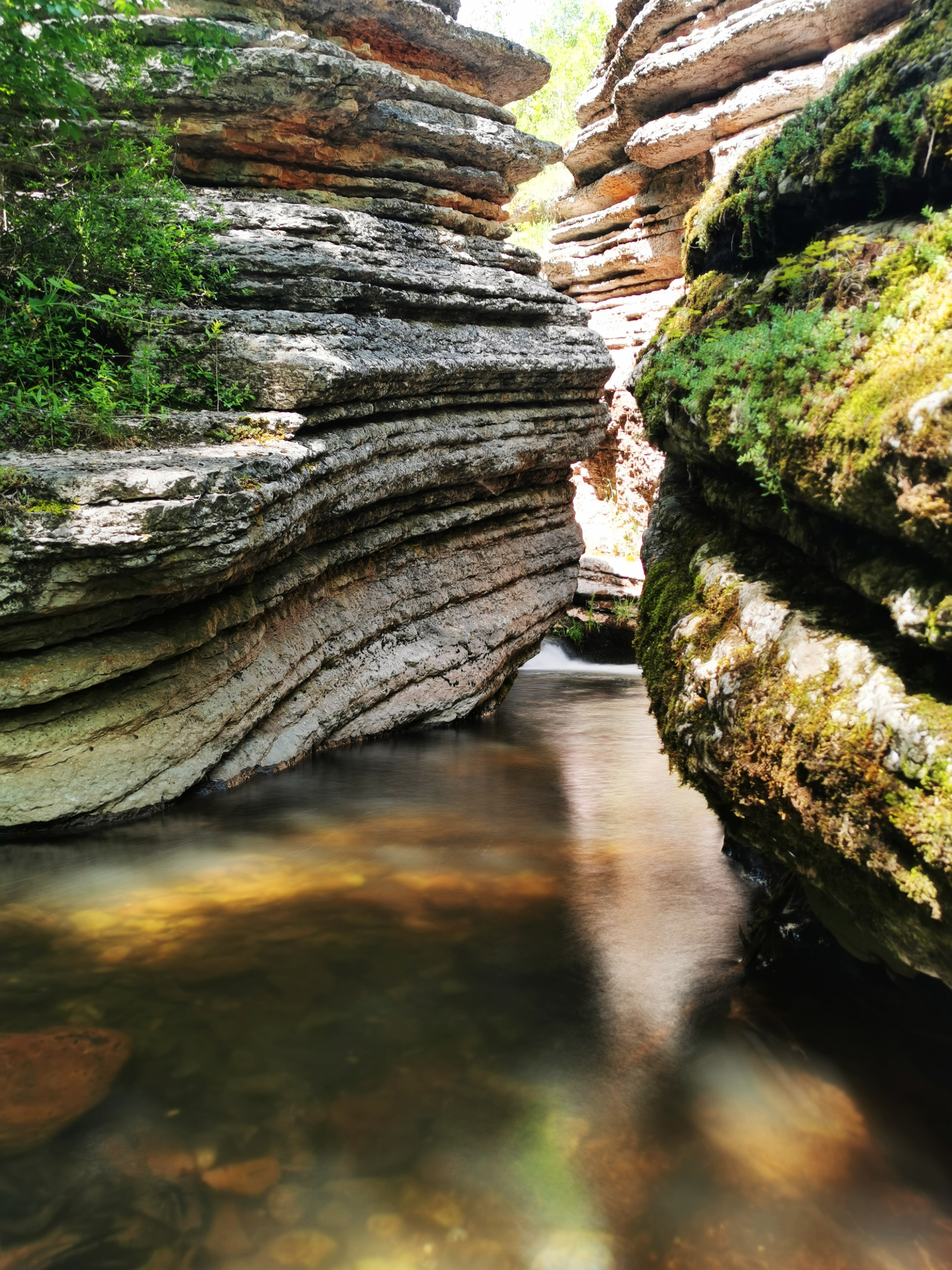
Río Rosomačka, Serbia.

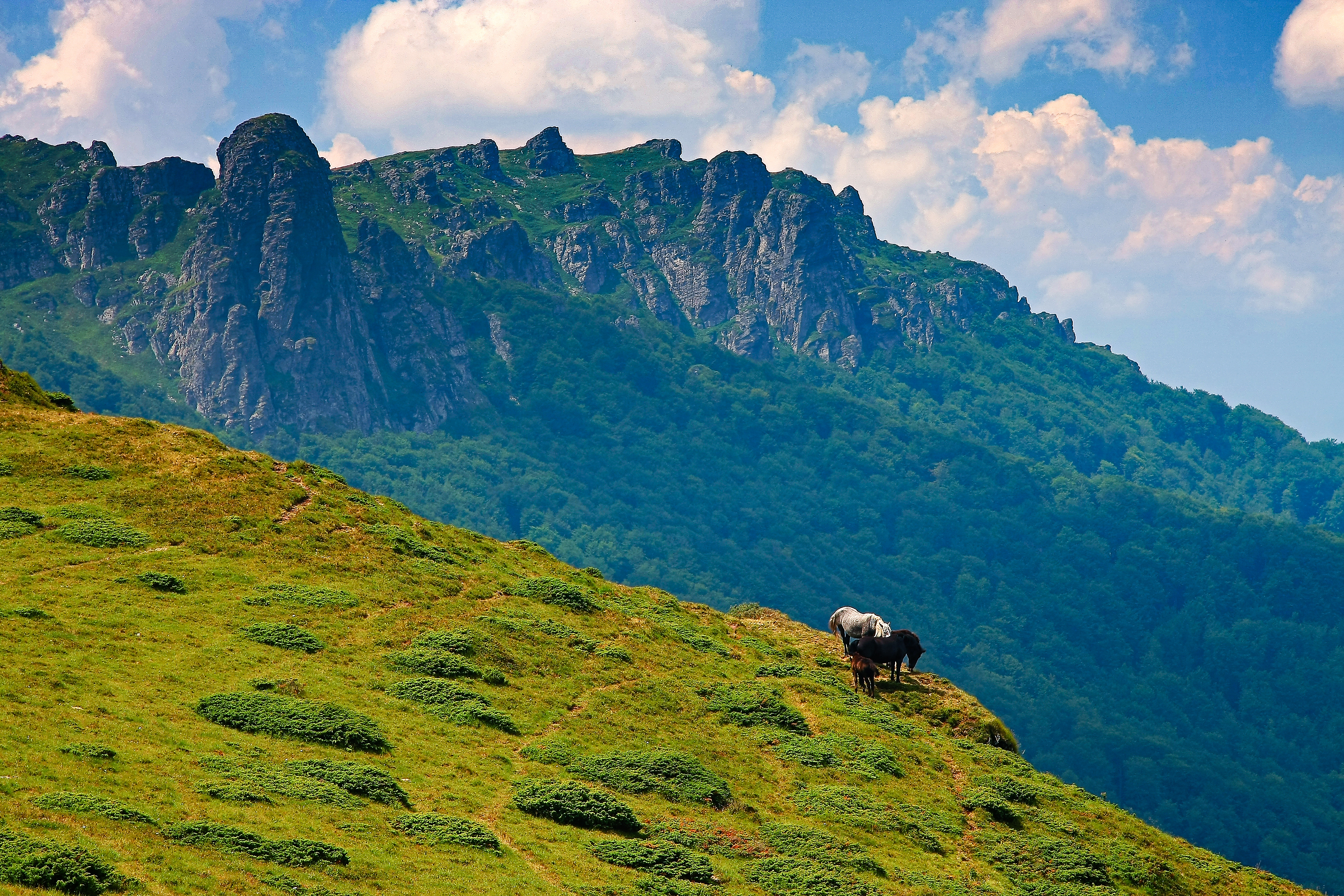
Caballos en las montañas de los Balcanes, Serbia.

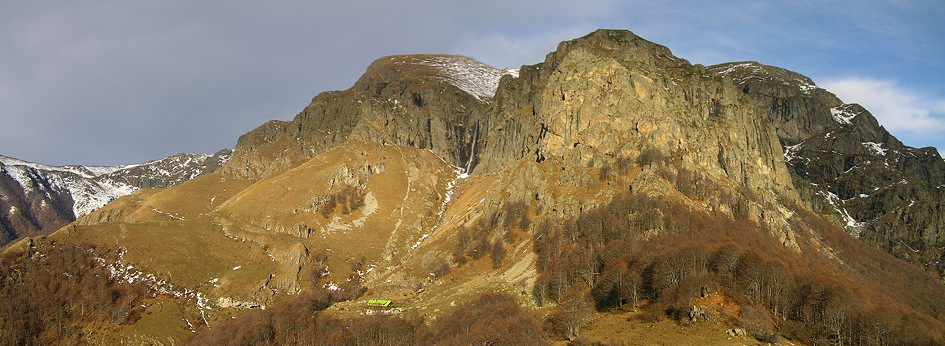
Vista desde Ray Resthouse hacia las montañas centrales de los Balcanes con la cascada Raysko Praskalo en el centro.

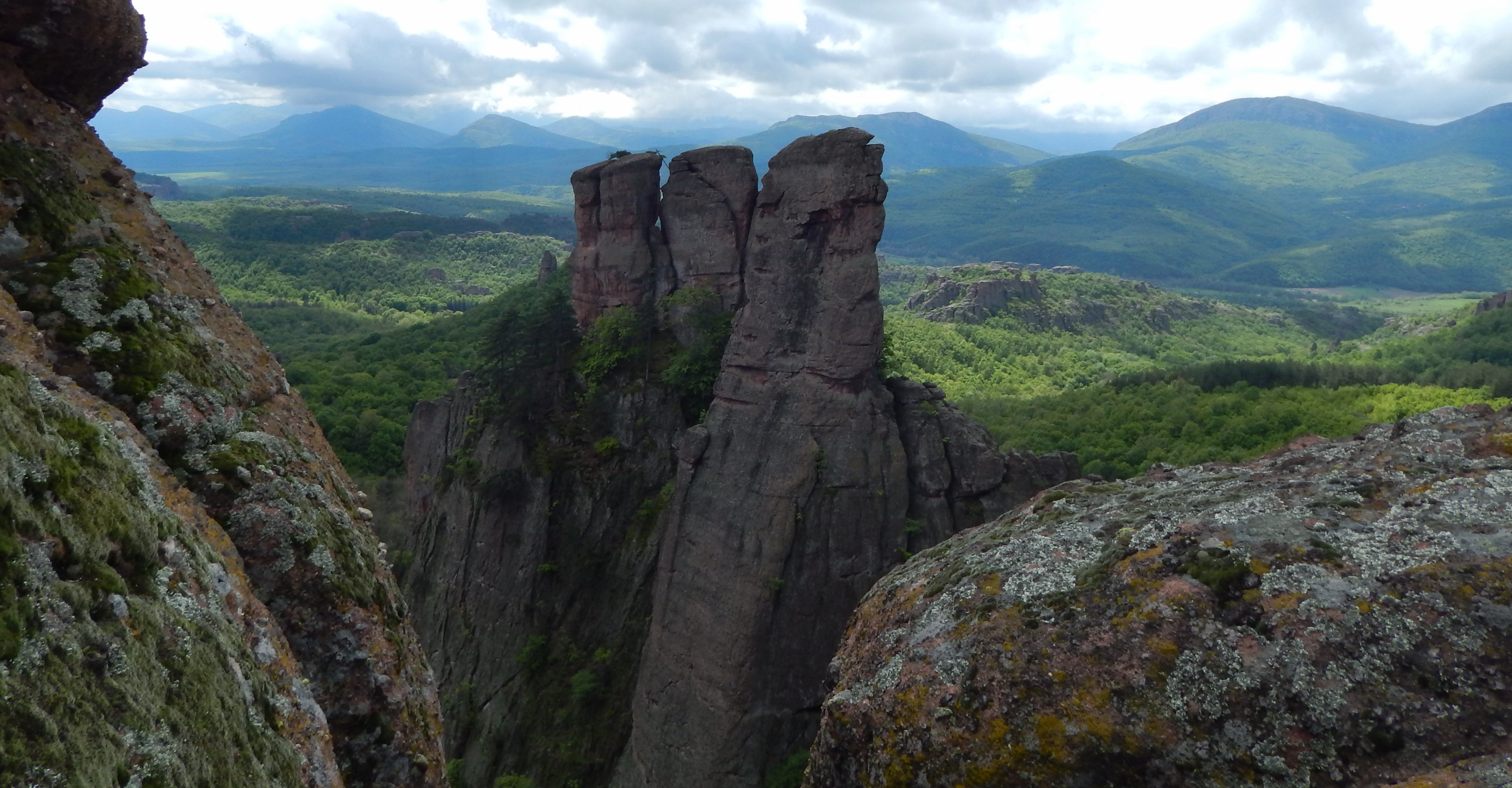
Rocas de Belogradchik.

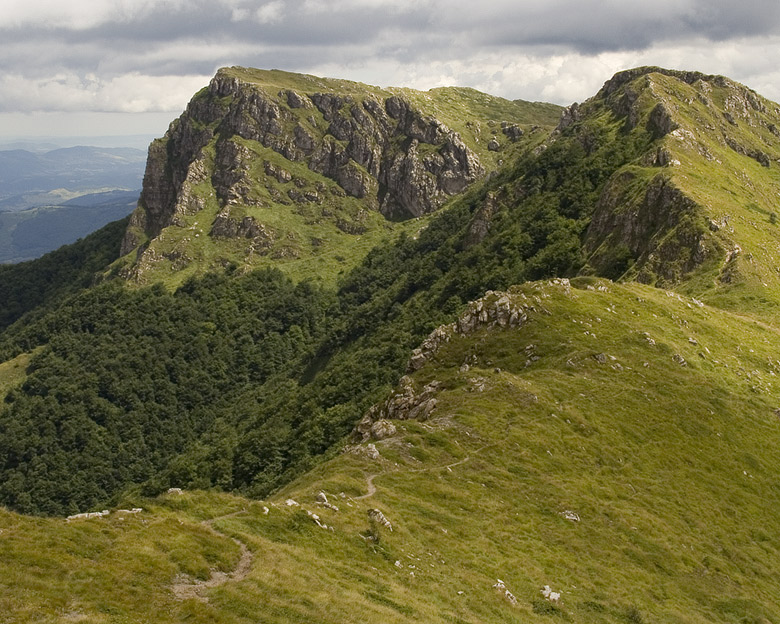
Reserva de Kozya Stena.

En sus secciones central y oriental, las montañas forman una divisoria de aguas entre los ríos que fluyen hacia el Danubio en el norte y los que fluyen hacia el Mar Egeo en el sur. Sin embargo, son atravesadas por el río más largo de Bulgaria, el Iskar, que forma el Desfiladero de Iskar. Los ríos que nacen en los Balcanes y fluyen hacia el norte hasta el Danubio son el Timok, el Archar, el Lom, el Tsibritsa, el Skat, el Vit, el Osam, el Yantra y el Rusenski Lom. Las montañas son también la fuente del Kamchiya, que desemboca directamente en el Mar Negro. Aunque no son tan abundantes las aguas minerales como en otras partes de Bulgaria, hay varios balnearios tales como Varshets, Shipkovo y Voneshta Voda.
Hay varias cascadas, sobre todo en las partes occidental y central de la cordillera, como Raysko Praskalo, que es la más alta de la península de los Balcanes, Borov Kamak, Babsko Praskalo, Cascada de Etropole, Karlovsko Praskalo, Skaklya y otras. Los desarrollos de las dos últimas décadas han cambiado por completo la geografía de Serbia en lo que respecta a las cascadas. La zona de Stara Planina siempre ha estado escasamente poblada y ha sido inaccesible debido al terreno escarpado y boscoso, pero también por ser la ubicación de la frontera serbio-búlgara. Cuando los ejércitos renunciaron a las fronteras cediendo el control a la policía fronteriza, se permitió a los civiles explorar la zona. Como resultado, desde entonces se han descubierto cascadas cada vez más altas en el lado serbio del Stara Planina: Čungulj en 1996 - (43 m); Pilj en 2002 - (64 m); Kopren en 2011 - (103,5 m); Kaluđerski Skokovi en 2012 - (232 m).

## Protección

### Bulgaria

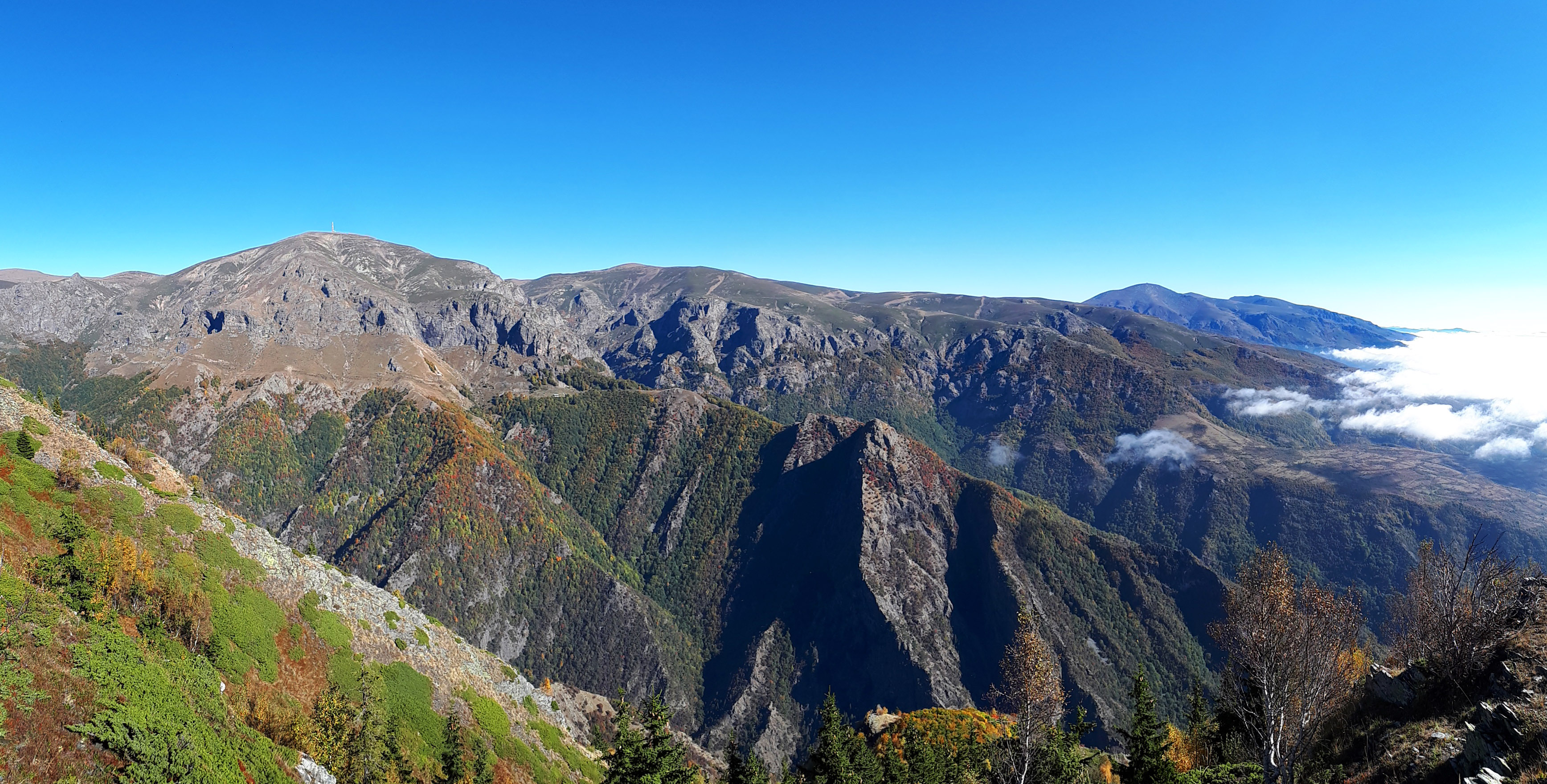
Dzhendema reserva dentro del Parque Nacional de los Balcanes Centrales

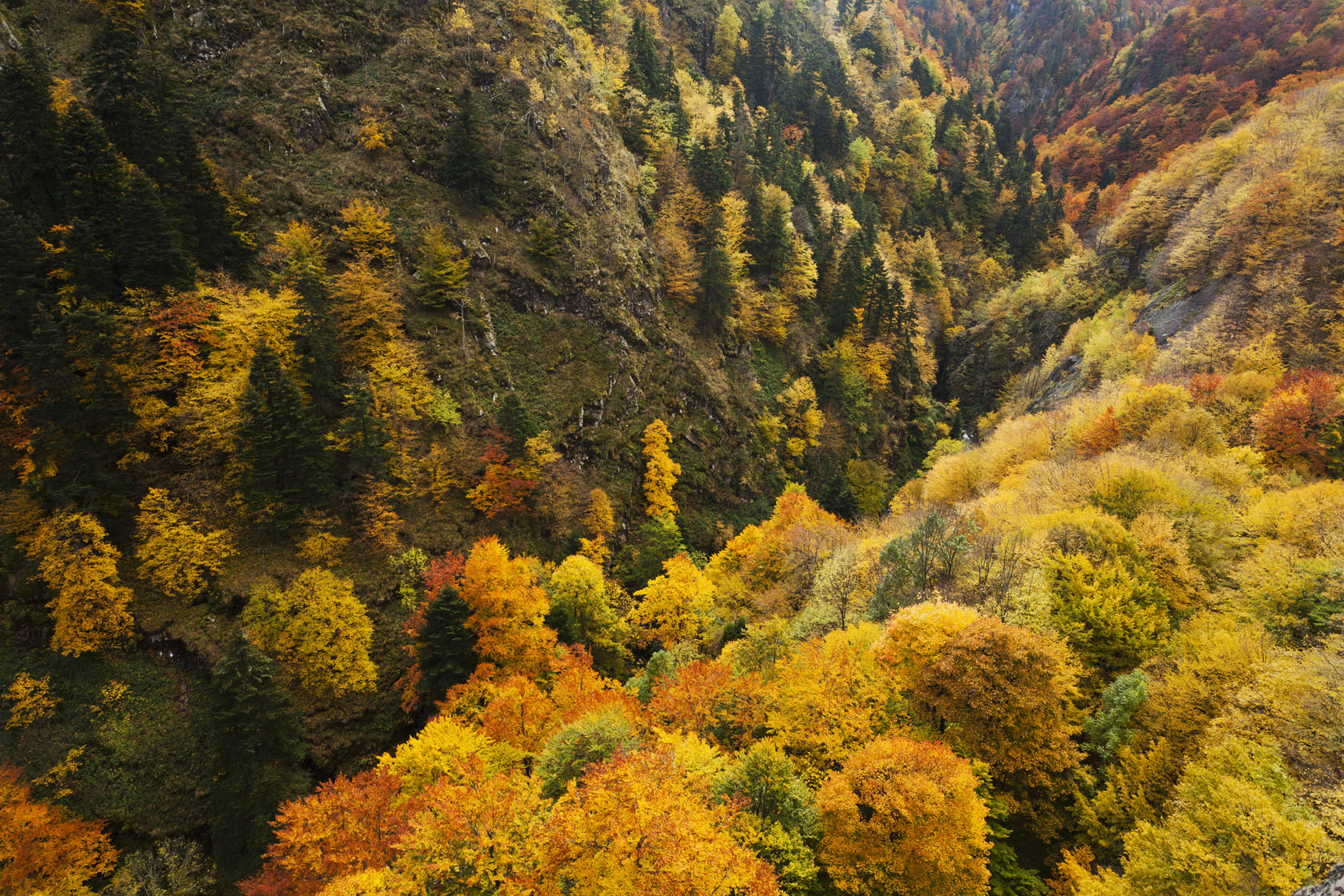
Vista otoñal de la reserva de Steneto

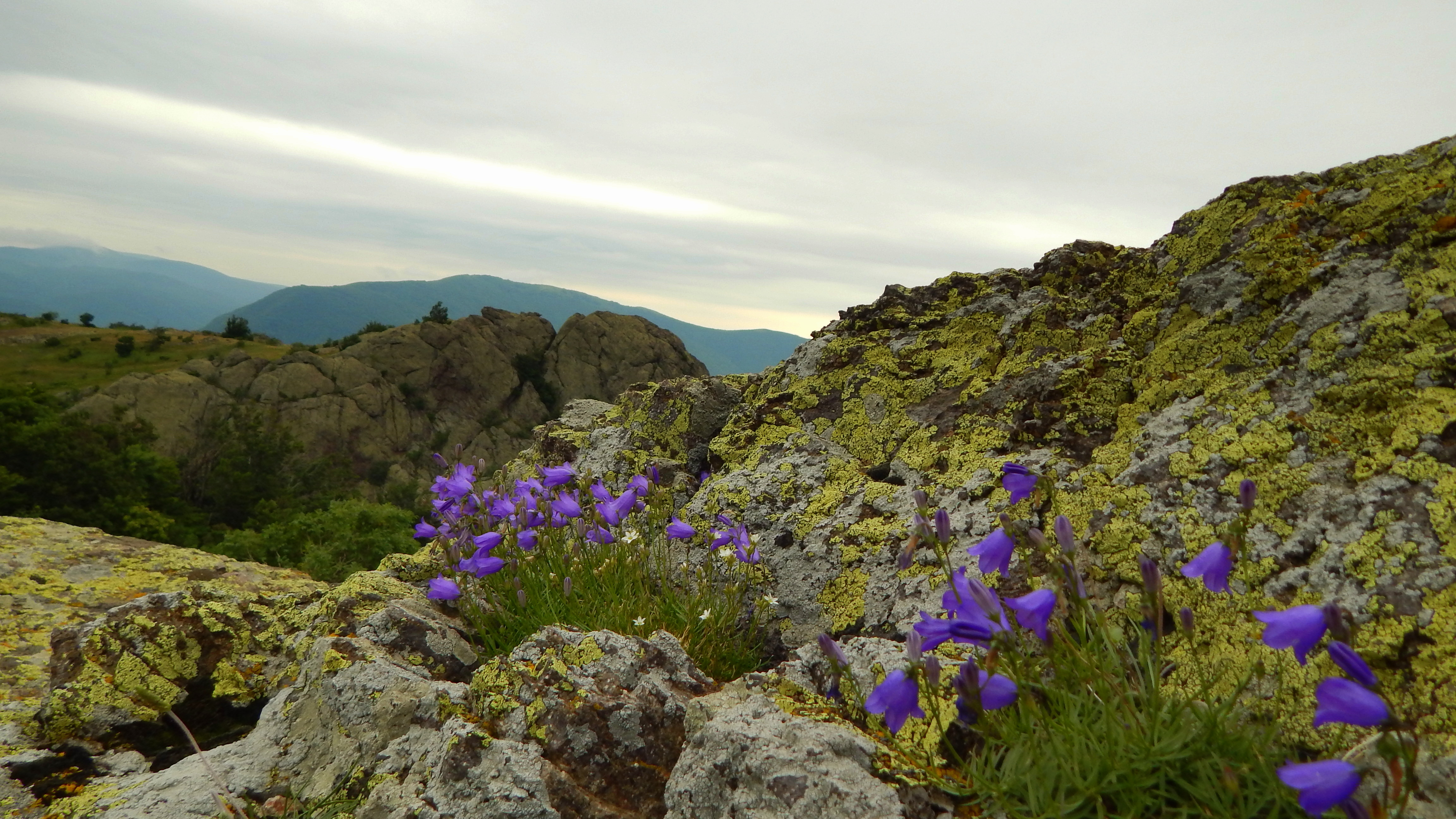
Flora de la reserva de Karandila dentro del Parque Natural de Sinite Kamani

La legislación búlgara protege importantes zonas de las montañas de los Balcanes, entre ellas un parque nacional - Parque Nacional de los Balcanes Centrales; tres parques naturales - Parque Natural de los Balcanes Vrachanski, Parque Natural de Bulgarka y Parque Natural de Sinite Kamani, más de 20 reservas naturales, así como numerosos lugares de interés natural. 
El Parque Nacional de los Balcanes Centrales se encuentra entre las zonas protegidas más grandes y valiosas de Europa. Desde 2017, sus antiguos hayedos están incluidos en los Bosques primitivos de hayas Patrimonio de la Humanidad UNESCO. Es el tercer territorio protegido más grande de Bulgaria, con una superficie de 716,69 km² y una longitud total de 85 km de oeste a este y una anchura media de 10 km. En su territorio se encuentran la cumbre más alta de la cordillera, el pico Botev (2376 m), así como la cascada más alta de la península balcánica Raysko Praskalo (124,5 m). El relieve escarpado y diverso determina la presencia de numerosas gargantas, acantilados, cascadas y cuevas, entre ellas Raychova Dupka, la segunda cueva más profunda descubierta en Bulgaria y en la cordillera, que alcanza una profundidad de -377 m.
La flora del Parque Nacional de los Balcanes Centrales es diversa y consta de 1689 especies de plantas vasculares, 45 especies de algas y 238 especies de musgos. Entre ellas se encuentran 23 especies endémicas búlgaras, como la prímula de hoja (Primula frondosa), que solo se encuentra dentro de los límites del parque, Аlchemilla аchtarowii, Alchemilla jumrukczalica, Betonica bulgarica, Centaurea davidovii, así como otras 75 endémicas balcánicas.
La fauna vertebrada del Parque Nacional de los Balcanes Centrales consta de 309 especies. El número de especies de mamíferos es de 60, incluyendo animales de alto valor de conservación, como el oso pardo, el lobo gris, gato montés, turón jaspeado, marta, nutria euroasiática, la única población de gamuza dentro de la cordillera, suslik europeo, espálaco, topillo nival, etc. La avifauna incluye 220 especies, de las cuales 123 son nidificantes. El parque es importante por la protección del águila imperial oriental, el halcón sacre, el búho real euroasiático, el mochuelo alpino, el cárabo uralense, el pájaro carpintero dorsiblanco, el papamoscas semiacollarado y el rey de codornices. La herpetofauna del parque incluye 15 especies de reptiles y nueve de anfibios. Acoge población de importancia nacional de  víbora común europea, lagartija vivípara y rana común. Debido a la elevada altitud del parque, la ictiofauna está formada por seis especies de peces, siendo la trucha marrón la dominante.
El Parque Natural de los Balcanes de Vrachanski está situado en la parte occidental de la cordillera y tiene una superficie de 301,29 km². Su territorio incluye algunas de las zonas kársticas más extensas de Bulgaria, con más de 600 cuevas, como la de Ledenika, el desfiladero Vratsata, cuyos acantilados de 400  m de altura son los más altos de los Balcanes, y numerosas cascadas, como las Skaklia (141 metros de caída, pero a diferencia de Raysko Praskalo es estacional) y Borov Kamak (63 metros de caída). La flora incluye 1082 especies de plantas vasculares y 186 especies de musgos. El endemismo es menor en comparación con el Parque Nacional de los Balcanes Centrales - 6 especies endémicas búlgaras y otras 36 balcánicas. La fauna vertebrada abarca 276 especies. Las especies de mamíferos registradas son 58 e incluyen el lobo gris, el chacal dorado, el gato montés, el turón jaspeado, el turón europeo, la marta europea y 22 especies de murciélagos. Las aves son 181 especies, de las que 124 son nidificantes. Las especies típicas son el águila real, el ratonero moro, el halcón peregrino, el búho real euroasiático, la chova piquirroja, el vencejo real, el avión roquero, la golondrina dáurica, el treparriscos, etc. Hay 15 especies de reptiles y 11 de anfibios; de ellas existen importantes poblaciones de lagarto de los prados, eslizón cobrizo europeo, tritón crestado de los Balcanes, así como el único hábitat en Bulgaria del tritón crestado del norte, que es también su localidad más meridional del mundo.
Se han realizado esfuerzos exitosos en la reintroducción de dos especies de buitres que se extinguieron de la cordillera en las últimas décadas. En 2021 eclosionó en los montes Kotel, en la sección oriental de la cordillera, el primer buitre negro de Bulgaria en casi 30 años, estableciendo así la segunda colonia de cría en los Balcanes, tras la del noreste de Grecia. En los últimos años, varias parejas reproductoras de buitre leonado se han establecido en los Balcanes de Vratsa, al oeste, así como en las secciones orientales de la cordillera de los Balcanes. Las montañas orientales de los Balcanes se encuentran entre las zonas prioritarias del programa de reintroducción del quebrantahuesos. Desde principios del siglo XXI se han registrado varios casos de lince euroasiático, considerado extinto en Bulgaria desde la década de 1940, en varias localidades a lo largo de los Montes Balcanes.

### Serbia

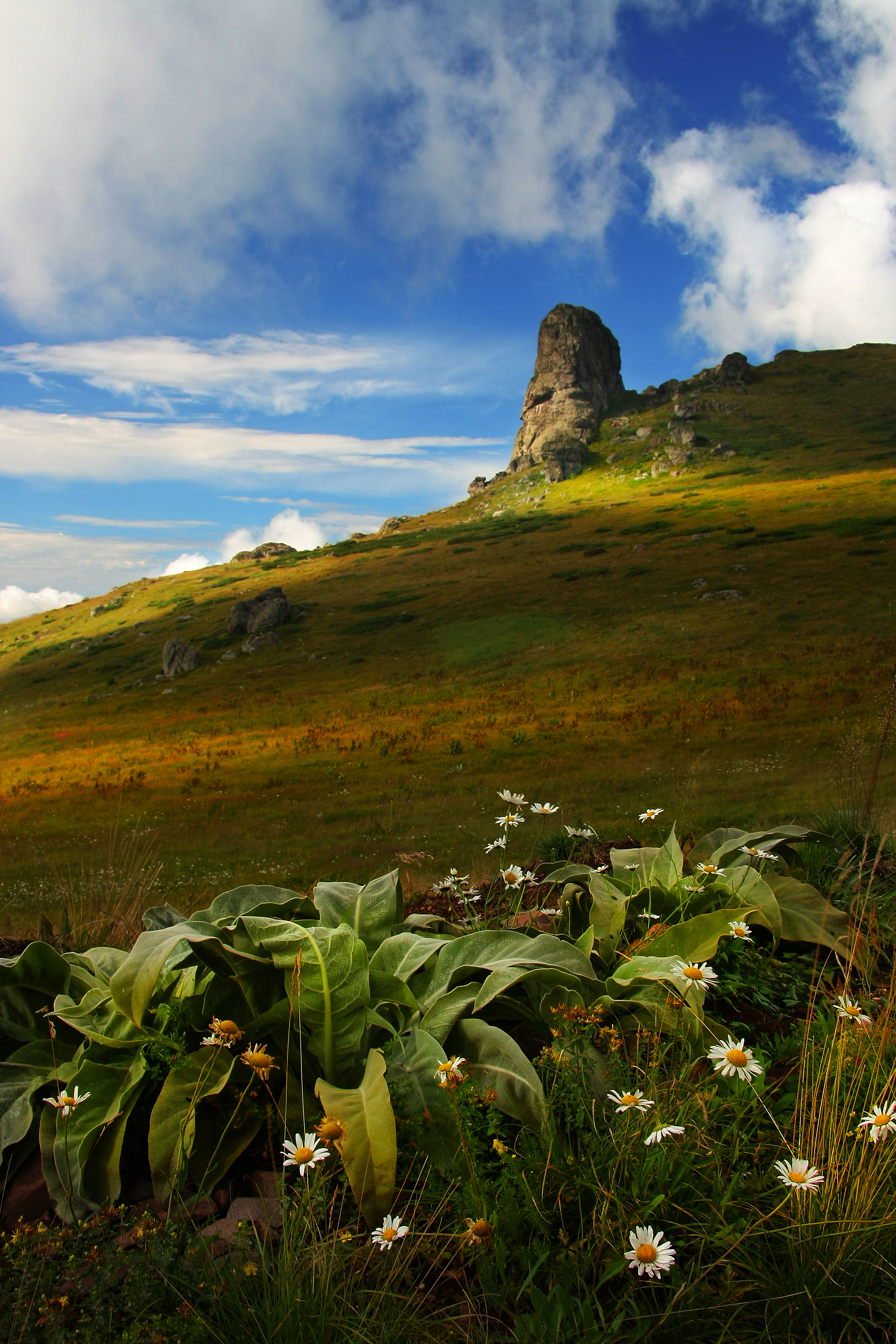
El Parque Natural de Stara Planina

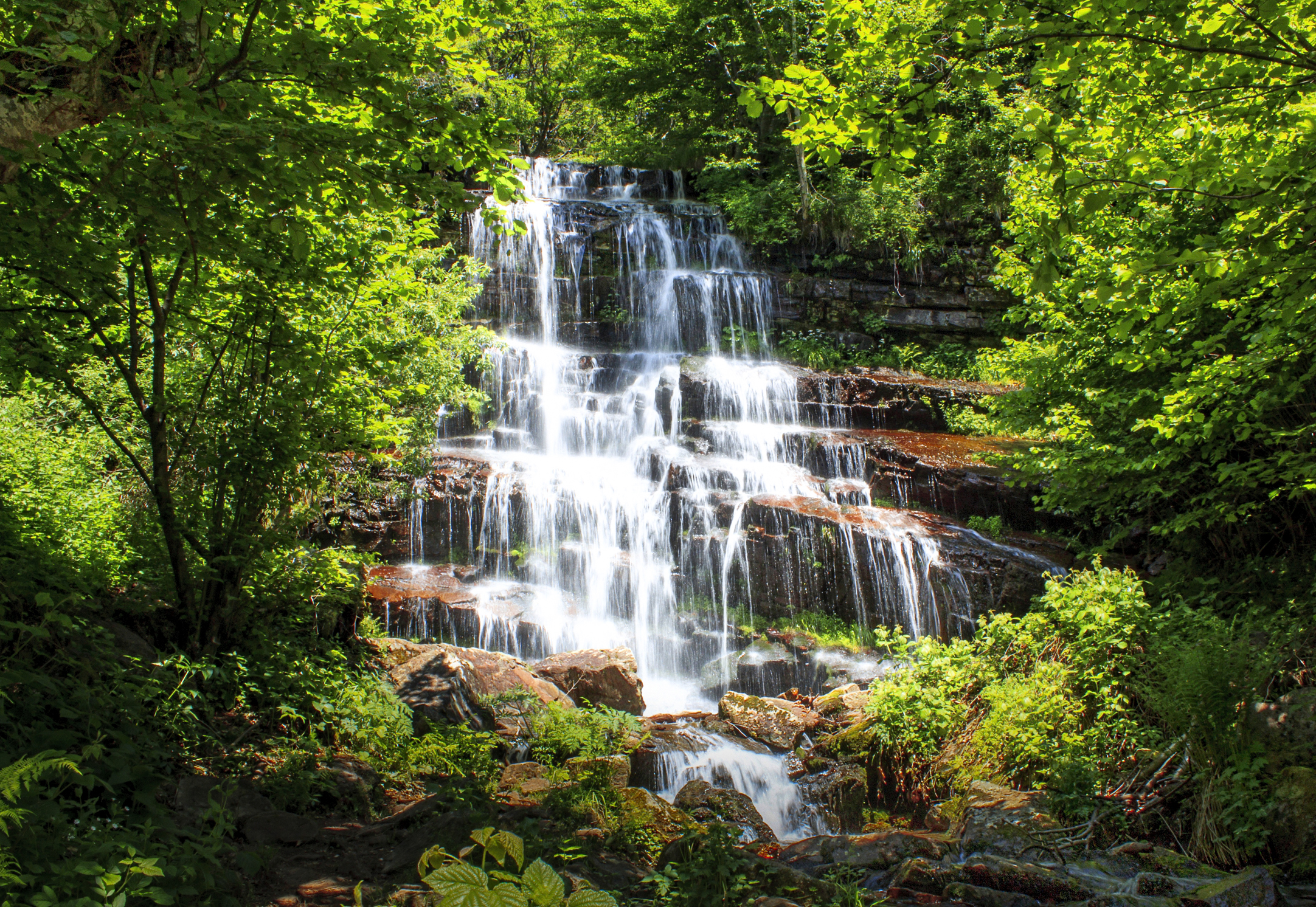
Cascadas de Tupavica

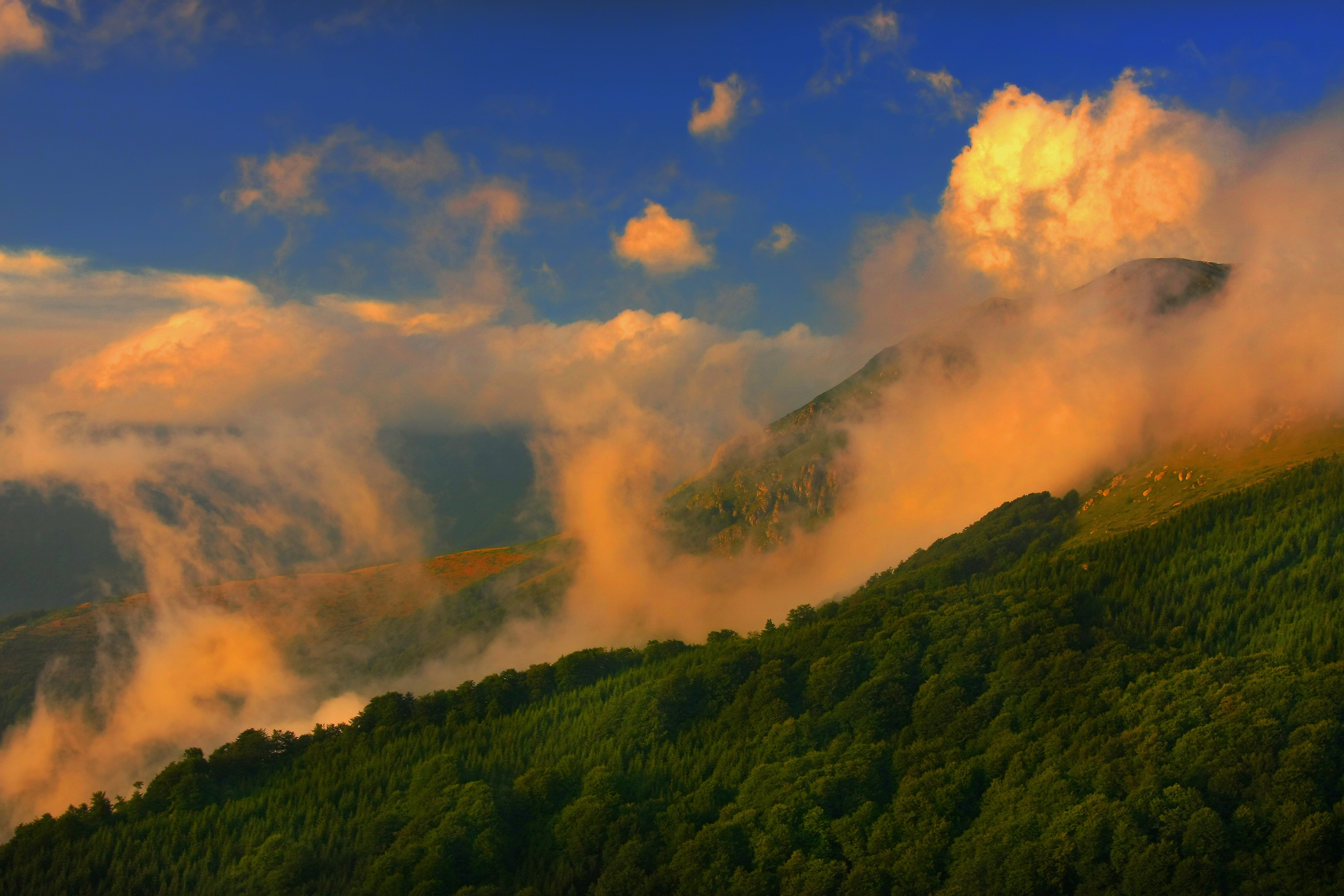
El Parque Natural Stara Planina

El primer grupo de árboles fue protegido en 1966, seguido por la creación de 7 reservas naturales especiales y 3 monumentos naturales en la década de 1980. El parque natural de Stara Planina se creó en 1997 y desde 2009 se encuentra en sus límites actuales, cubriendo una superficie de 1143,22 km2. La zona protegida se amplió en 2020.
Los sedimentos se extienden desde la era Paleozoica hasta la Cenozoica. El terreno calcáreo es conocido por los cortos arroyos perdidos y las cascadas tufaceas. Hay cañones y desfiladeros, como los de los ríos Toplodolska reka y Rosomačka reka. El cañón de Rosomača (Rosomački lonci o Slavinjsko grlo), con sus altas paredes de piedra caliza de 60 m en cascada, es conocido por su parecido con el Gran Cañón del Colorado, pero a una escala mucho menor. El desfiladero de 500 metros (546,8 yd) de longitud es un resto de la antigua cueva que se erosionó con el tiempo. Las aguas subterráneas de la montaña llegan a la superficie en forma de manantiales comunes, manantiales de pozo (vrelo) y manantiales difusos (pištevina). Hay unos 500 manantiales con un caudal superior a 0,1 litro/segundo. El manantial más caudaloso es el intermitente Jelovičko vrelo, conocido por sus fluctuaciones, caracterizadas por el burbujeo y la formación de espuma.
Los ecosistemas montanos son diversos e incluyen varias comunidades vegetales: bosques, arbustos, praderas, pastos y turberas. En el parque hay seis zonas de vegetación diferentes. Roble, haya, abeto, subalpino zona de vegetación arbustiva de cola de caballo, arándano, abeto subalpino y pino mugo. Otras plantas son el aliso arbustivo, el roble pedunculado estepario, pero también especies raras y en peligro de extinción como la flor de pascua europea, el ojo de faisán amarillo, la peonía de Kosovo, la drosera común, el arce de Heldreich, el lirio martagón, el iris pigmeo y la orquídea de pantano. En total, hay 1.190 especies de plantas, entre las que se encuentran una campanilla localmente endémica (Campanula calyciliata) y el hierba de la rana de Pančić (Senecio pancicii), que solo se puede encontrar en la montaña. También hay comunidades de sphagnum de montaña. ciénaga en las localidades de Jabučko Ravnište, Babin Zub y Arbinje.
En la década de 1980, se descubrieron fósiles de Thecodontosaurus en la montaña. Se trata de una de las especies de dinosaurios más antiguas de las que se tiene constancia, y se calcula que los restos tienen unos 250 millones de años.
Se registran unas 190 especies de mariposas. La zona es una región de salmónidos, habitada por la trucha marrón fluvial. Otras 25 especies de peces viven en los ríos y arroyos, así como la salamandra común y los tritones. Hay 203 especies de aves, de las cuales 154 anidan en el parque, 10 invernan, 30 están de paso y 13 son errantes. Entre las especies importantes se encuentran el águila real, el búho de los Urales y el halcón. Dado que el parque es el hábitat más importante de Serbia para el ratonero común, la becada euroasiática y una alondra cornuda balcánica endémica, una zona de 440 km2 fue declarada zona europea de aves importantes. El buitre leonado desapareció de la región a finales de la década de 1940. En 2017 se inició un programa para su reintroducción en el ámbito de un programa europeo más amplio. Entre otras cosas, los comederos se colocarán a lo largo de la ruta migratoria de los buitres. En el parque se encuentran más de 30 especies de mamíferos, como la rata topo menor, el lirón avellano y el relicto del Terciario, el topillo europeo de las nieves. El oso pardo se extinguió en la parte serbia, pero en 2014 se encontraron pruebas que mostraban la presencia de los osos. Los osos han sido fotografiados en 2015, antes de desaparecer de nuevo hasta 2019, cuando un joven oso pardo fue filmado con una cámara.
El patrimonio humano abarca desde los restos prehistóricos, la Antigüedad clásica incluyendo la Época romana y los complejos monásticos Medieval tardía. Algunos de esos monumentos más antiguos son fragmentarios y han sido reubicados de sus emplazamientos originales. Hay numerosos ejemplos de edificios étnicos característicos de la arquitectura de la región a finales del siglo XIX y principios del XX (casas, graneros, etc.)
En la parte serbia de la montaña se han instalado decenas de microcentrales hidroeléctricas, minicentrales que han causado problemas a los ecologistas y a la población local. Incluso el Ministerio de Protección del Medio Ambiente detuvo algunos de los proyectos y litigó con los inversores. También anunciaron la modificación de la ley de protección de la naturaleza, que prohibirá de forma permanente la construcción de centrales en zonas protegidas. Para evitar una mayor degradación, el Parque Natural de Stara Planina fue propuesto para el Programa sobre el Hombre y la Biosfera de la UNESCO y para la lista mundial de geoparques, mientras que más de decenas de miles de ciudadanos firmaron peticiones contra las microcentrales y la población local organizó numerosas protestas. Esto provocó protestas similares en otras partes de Serbia y se fundó la asociación "Defender los ríos de Stara Planina", que amplió su base de operaciones fuera de la región de Stara Planina. El activismo dio lugar a varios altercados físicos entre los ciudadanos locales por un lado, y los contratistas y sus guardias de seguridad por otro, en medio de las intervenciones policiales.
En octubre de 2018, el ministro de Protección Ambiental, afirmó que la ley actual permite construir las microhidrasas en las zonas protegidas. El Gobierno permitió la construcción de 800 microhidros, lo que ha sido calificado de "megalómano" por los ecologistas, ya que producirían menos del 1% de la electricidad total. Los ecologistas también acusaron al gobierno de destruir la vida vegetal y animal con el pretexto de la energía renovable. En septiembre de 2019, la administración de la ciudad de Pirot anunció que eliminaba del plan espacial las 43 ubicaciones existentes para las microhidrasas en la zona protegida de Stara Planina. Quedan 15 ubicaciones en el sector no protegido de la montaña, pero los funcionarios de la ciudad anunciaron la supresión de estas ubicaciones también en el futuro.